# Lidl–Trek (ženský tým)
Lidl–Trek (UCI kód: TFS) je americký profesionální silniční cyklistický tým na úrovni UCI Women's WorldTeam založený v roce 2019.

## Historie
V červnu 2018 server Cyclingnews oznámil, že je plánován vznik nového ženského týmu se stejným managementem jako má mužský UCI WorldTeam Trek–Segafredo. O pár dní později tým oznámil, že závodnice týmu Boels–Dolmans Lizzie Deignanová povede tým. Následující měsíc bylo oznámeno, že se k týmu připojí i Elisa Longová Borghiniová (Wiggle High5).
V srpnu Ina-Yoko Teutenbergová oznámila, že bude v nově vznikajícím týmu zastávat post generální manažerky. Toho samého měsíce také Giorgia Bronziniová oznámila, že na konci sezóny skončí s kariérou profesionální cyklistky a přesune se do pozice sportovní ředitelky tohoto týmu.
V září noviny odhalily, že si tým zajistil podporu od Massimo Zanetti Beverage Group, vlastníka italské značky kávy Segafredo, dohodou na 2 roky. Ženský tým tak dostal stejný název jako mužský, a to Trek–Segafredo.

## Soupiska týmu
K 1. lednu 2022
- Elynor Bäckstedtová (GBR) (* 6. prosince 2001)
- Elisa Balsamová (ITA) (* 27. února 1998)
- Lucinda Brandová (NED) (* 2. července 1989)
- Audrey Cordonová-Ragotová (FRA) (* 22. září 1989)
- Lizzie Deignanová (GBR) (* 18. prosince 1988)
- Amalie Dideriksenová (DEN) (* 24. května 1996)
- Lauretta Hansonová (AUS) (* 29. října 1994)
- Chloe Hoskingová (AUS) (* 1. října 1990)
- Elisa Longová Borghiniová (ITA) (* 10. prosince 1991)
- Letizia Paternosterová (ITA) (* 22. července 1999)
- Leah Thomasová (USA) (* 30. května 1989)
- Shirin van Anrooijová (NED) (* 5. února 2002)
- Ellen van Dijková (NED) (* 11. února 1987)
- Tayler Wilesová (USA) (* 20. července 1989)

## Vítězství na šampionátech
2019
 Švýcarský cyklokros, Jolanda Neffová
 Polská časovka, Anna Plichtová
 Americký silniční závod, Ruth Winderová
 Mistryně Evropy v časovce, Ellen van Dijková
2020
 Polská časovka, Anna Plichtová
 Italská časovka, Elisa Longová Borghiniová
 Italský silniční závod, Elisa Longová Borghiniová
 Francouzský silniční závod, Audrey Cordonová-Ragotová
2021
 Francouzská časovka, Audrey Cordonová-Ragotová
 Italská časovka, Elisa Longová Borghiniová
 Italský silniční závod, Elisa Longová Borghiniová
 Dánský silniční závod, Amalie Dideriksenová
 Mistryně Evropy v silničním závodu, Ellen van Dijková
 Mistryně světa v časovce, Ellen van Dijková